# Letschbach
Der Letschbach ist ein etwa  2 ½ Kilometer langer Bach im östlichen Stadtgebiet der kreisfreien Stadt Darmstadt in Südhessen, der von links in den  Ruthsenbach mündet.

## Geographie

### Verlauf
Der Letschbach entspringt auf einer Höhe von etwa 195 m ü. NHN im Waldgewann Die Letschbach, einem Teil des fast geschlossenen Waldgebietes am Ostrand von Darmstadt wenig nördlich der Trasse der B 26 (Hanauer Straße).
Der Bach läuft mit Richtungsschwankungen durchweg in etwa nördliche Richtung. Wenig nördlich der Quelle wird er durch den Küchlerbrunnen gespeist. Anschließend durchquert er den sogenannten Grünen Teich, läuft dann am auf seiner rechten Seite stehenden 196,2 m ü. NHN hohen Sulmenseekopf  vorbei und fließt danach in einem nach Westen ausholenden Bogen links um den 192 m ü. NHN hohen Vordersten Kahlen Berg herum. An dessen Nordfuß wird er vom kurzen Ablauf des Rücksbrünnchens gespeist.
Im Nordwestschlauch des Naturschutzgebietes Scheftheimer Wiesen mündet der Letschbach schließlich zwischen dem Bernhardsbrünnchen und dem Steinbrücker Teich auf einer Höhe von etwas unter 160 m ü. NHN von links in den Ruthsenbach.
Sein 2,5 km langer Lauf endet ungefähr 35 Höhenmeter unterhalb seiner Quelle, er hat somit ein mittleres Sohlgefälle von etwa 14 ‰.

### Einzugsgebiet
Das Einzugsgebiet des Letschbachs liegt im Messeler Hügelland und wird durch ihn über den Ruthsenbach, den Mühlbach, den Schwarzbach und den Rhein zur Nordsee entwässert.
Es grenzt
- im Nordwesten, Nordosten und Osten an das Einzugsgebiet des Ruthsenbachs;
- im Südosten an das des Bachs vom Diepsbrunnen, der in den Ruthsenbach mündet;
- im Südwesten an das des Darmbachs, der über den Landgraben in den Schwarzbach entwässert und
- im Westen an das des Molkenbachs, der über die Kanalisation in den Darmbach entwässert.

Das Einzugsgebiet ist fast vollständig bewaldet.
Die höchste Erhebung ist das Rabennest mit einer Höhe von 236,2 m ü. NHN im Süden des Einzugsgebiets.